# Atractylodes
Genre
Atractylodes est un genre de plantes à fleurs d’Asie, de la famille des Asteraceae, toutes réparties en Asie orientale et du Sud-Est.

## Nomenclature et étymologie
Le genre Atractylodes a été créé par le botaniste suisse Augustin-Pyramus de Candolle (1778-1841) (abrév. DC) en 1838, dans Prodromus Systematis Naturalis Regni Vegetabilis 7(1): 48.
Le nom de genre Atractylodes est un terme de latin scientifique composé de deux termes grecs: ἄτρακτος (átrakto̱s) latinisé en atractylo-, signifiant « flèche, fuseau » et εἶδος (eîdos) latinisé en -odes, signifiant « forme, apparence ». Ensemble, les deux termes pourraient faire allusion à la forme tubulaire prise par les anthères des fleurons.

## Description
Les plantes du genre Atractylodes sont des plantes à fleurs, vivaces, rhizomateuses.
Les feuilles sont alternes, indivises à pennatipartites, à marges spinuleuses ou à dents à pointes épineuses.
L’inflorescence est un capitule le plus souvent solitaire, enveloppé par des bractées bien visibles.
Le réceptacle du capitule est plat ou concave, densément recouvert d'écailles linéaires. Les fleurons sont bisexués. Les fleurs sont principalement de type tubulaires. Elles sont tétracycliques (c'est-à-dire qu'il y a 4 verticilles : calice - corolle - androcée - gynécée) et pentamères (chaque verticille a 5 éléments). Les 5 étamines ont des filets libres mais les anthères sont soudées dans un tube entourant le style.
Le fruit est un akène obovoïde à ovoïde, comprimé, apex tronqué. Les poils du pappus sont alignés sur une rangée, plumeux, connés à la base en anneau.

## Liste des espèces
Selon POWO, les espèces du genre Atractylodes sont:
- Atractylodes carlinoides (Haendel-Mazzetti) Kitamura
- Atractylodes koreana  (Nakai) Kitamura
- Atractylodes lancea  (Thunberg) DC.
- Atractylodes macrocephala  Koidzumi

Ces espèces sont distribuées du sud au nord, sur la côte orientale du Vietnam, dans la partie orientale de la Chine (y compris la Mongolie intérieure), la Mandchourie, la Corée et le Japon.